# Elizur K. Hart

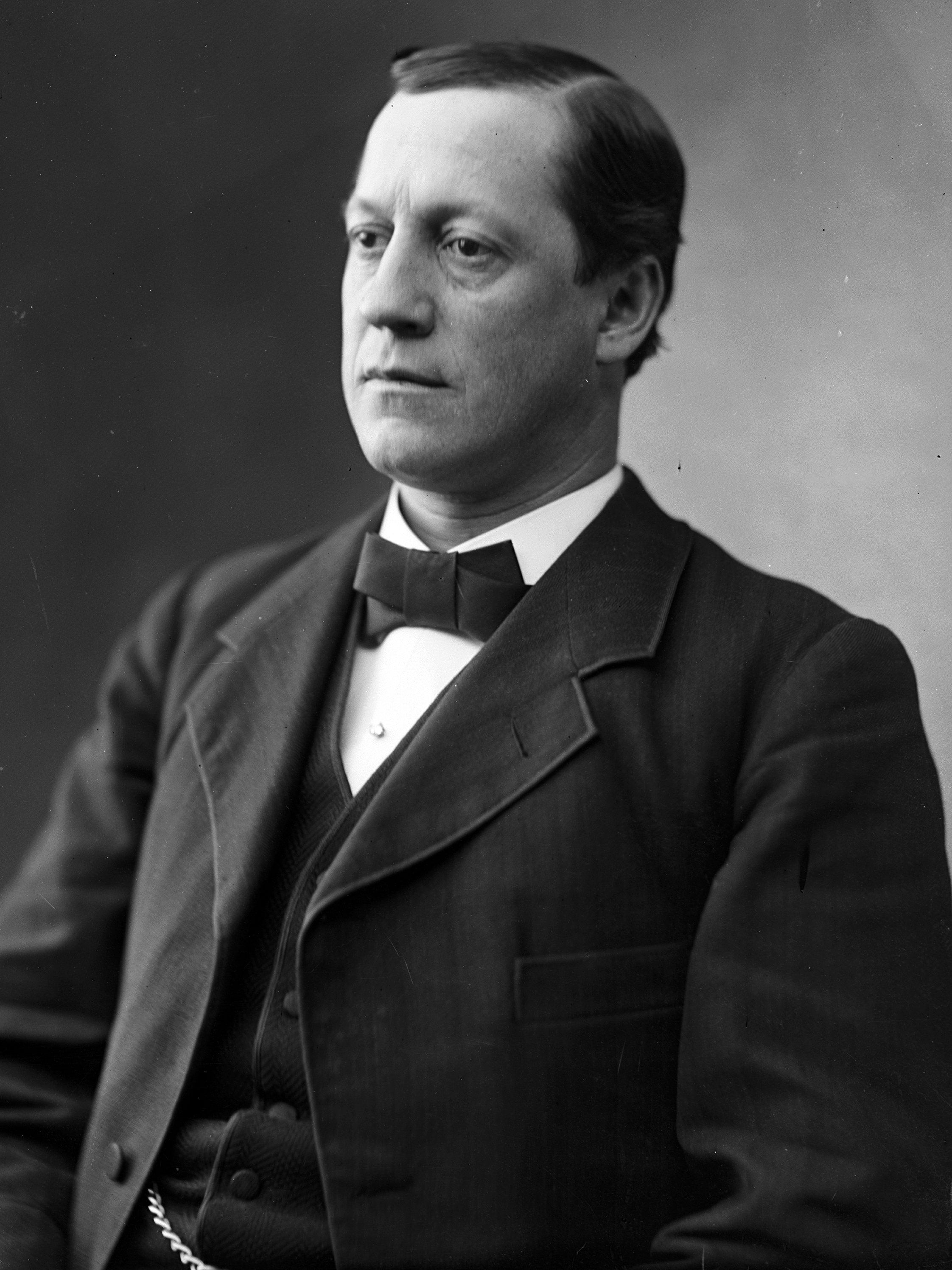
Elizur K. Hart

Elizur Kirke Hart (* 8. April 1841 in Albion, Orleans County, New York; † 18. Februar 1893 ebenda) war ein US-amerikanischer Politiker. Zwischen 1877 und 1879 vertrat er den Bundesstaat New York im US-Repräsentantenhaus.

## Werdegang
Elizur Hart absolvierte die Albion Academy und arbeitete danach im Bankgewerbe. Später wurde er einer der Direktoren der Firma Niagara Falls International Bridge Co. Gleichzeitig schlug er als Mitglied der Demokratischen Partei eine politische Laufbahn ein. Im Jahr 1872 war er Abgeordneter in der New York State Assembly.
Bei den Kongresswahlen des Jahres 1876 wurde Hart im 30. Wahlbezirk von New York in das US-Repräsentantenhaus in Washington, D.C. gewählt, wo er am 4. März 1877 die Nachfolge des Republikaners John M. Davy antrat. Da er im Jahr 1878 auf eine weitere Kandidatur verzichtete, konnte er bis zum 3. März 1879 nur eine Legislaturperiode im Kongress absolvieren.
Nach dem Ende seiner Zeit im US-Repräsentantenhaus nahm Hart seine früheren Tätigkeiten wieder auf. Im Jahr 1882 gründete er den Rochester Post-Express, dessen Präsident er wurde. Zwischen 1890 und 1893 war er auch Präsident der Orleans County National Bank. Er starb am 18. Februar 1893 in Albion, wo er auch beigesetzt wurde.